# 泰米爾聯合解放陣線
泰米爾聯合解放陣線是斯里蘭卡的一個政黨，成立於1972年，前稱泰米爾聯合陣線，由泰米爾大會黨、聯邦黨及錫蘭工人大會黨合併而成，泰米爾聯合陣線1975年召開代表大會，正式改名為泰米爾聯合解放陣線。泰米爾聯合解放陣線改去曾主張泰米爾獨立建國，不過後來公開與泰米爾之虎割蓆，轉為走溫和路線，但隨著泰米爾之虎和斯里蘭卡政府和解，在近年的斯里兰卡议会選舉中，泰米爾聯合解放陣線都未能取得議席。